# セリア (100円ショップ)

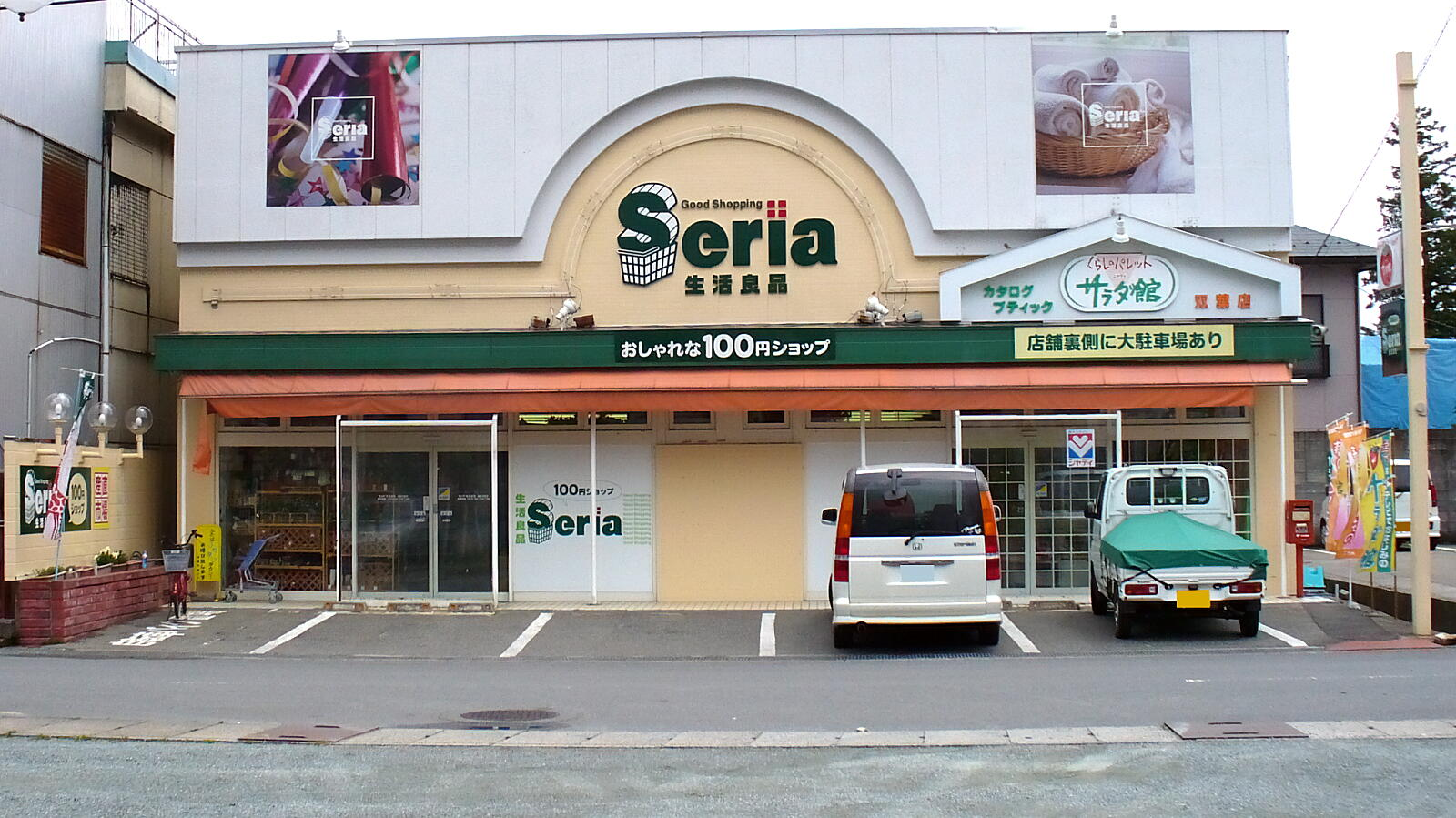
セリア生活良品双葉店（サラダ館双葉店と併設）

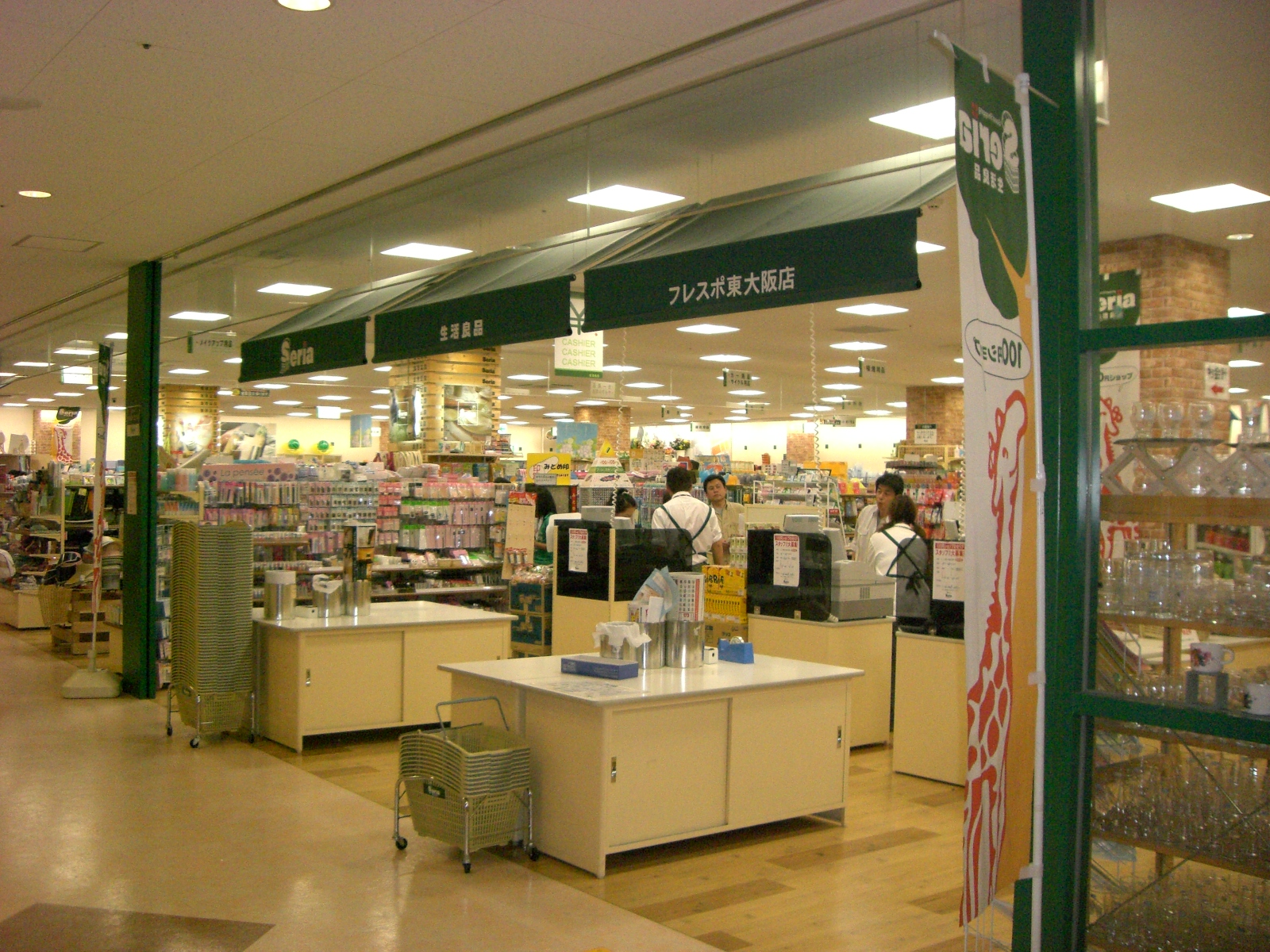
店内の様子

株式会社セリア（英: Seria Co., Ltd.）は、岐阜県大垣市に本社を置く100円ショップ運営会社、ならびに同社が展開する日本の100円ショップチェーン店。
東証スタンダード市場TOP20の構成銘柄の一つ。

## 概要
100円ショップ業界第2位で、2021年3月末現在、全国に1,787店舗を展開する。
設立以来連続で増収を確保する。平成21年3月期決算で売上がキャンドゥを追い抜いた。

### ブランド
ブランドプロミスは「Color the days - 日常を彩る。」 これは、「お客様の心に触れ、お客様の日常を彩るコトやモノとの出会いを、とことんまじめに追求すること」を約束するものとしている。なお、社名と店名になっている「セリア」はイタリア語で「真面目な」を意味する。

### コンセプト
コンセプトは「100円ショップらしくない100円ショップ」としている。薄利多売ではなく、商品の取り扱い数を絞り込んで付加価値の高い商品・実用性の高い商品を選定し、100円ショップにありがちな安価な粗悪品のイメージの払拭を図っている。落ち着きのある内装を基調とすることで、雑多な店内の雰囲気を払拭。ゆったりとした雰囲気の店内で、質の高い100円商品を買い物できることを最大の特色としている。
またIT化に積極的な姿勢であり、100円ショップ業界では先駆けて2004年にリアルタイムPOSシステムを導入した。
100円ショップ最大手の「ダイソー」や長らく業界2位だった「キャンドゥ」が、200円・500円など100円以上の商品の販売を展開している中、セリアは税抜き100円商品のみの販売である。「店内どれでも100円」の100円ショップの原理を徹底に維持し、100円ショップの主力購買層である女性に特化した経営路線を続ける。
レシートと商品をレシートの返品・交換期間内に持ち込めば、不良品でなくても客側の都合による返品・交換が可能であるが、開封済商品・食品・客注品・レジ袋は対象外となっている。

## 沿革
- 1985年3月 - 創業
- 1988年10月 - 株式会社山洋エージェンシーとして設立。
- 1989年5月 - 岐阜県大垣市本今5丁目にて本社社屋完成
- 2003年
  - 2月 - 中国に子会社「賽利亜（上海）国際貿易有限公司」設立
  - 4月 - 商号を「株式会社セリア」に変更[9]。
  - 9月 - 日本証券業協会に株式を店頭公開。
- 2004年
  - 9月 - 直営全店にリアルタイムPOS システムを導入[4]
  - 12月 - 日本証券業協会への店頭登録を取消し、ジャスダック証券取引所に株式上場
- 2006年9月 - 直営全店に発注支援システムを導入
- 2012年5月 - 東海北陸営業所を愛知営業所と中部営業所に分割
- 2013年8月 - 長野営業所を静岡営業所に統合
- 2016年8月 - 新潟営業所を仙台営業所に変更

## 店舗
鹿児島県では地場系総合スーパーの「タイヨー」、沖縄県では地場系ホームセンターの「メイクマン」が両県での店舗展開を行っている。

## 不祥事
2010年11月から2013年12月まで発売された延長コードのコードが破損してスパークする事故が発生したため、自主回収を行なっている。
2015年、厚生労働省から障害者雇用促進法が定める障害者雇用率を満たさず、勧告を受けても改善しなかったとして社名を公表される。